# Pingasa hypoleucaria
Pingasa hypoleucaria är en fjärilsart som beskrevs av Achille Guenée 1862. Pingasa hypoleucaria ingår i släktet Pingasa och familjen mätare. Inga underarter finns listade i Catalogue of Life.